# Timbres de Saint-Pierre-et-Miquelon 2007
Cet article recense les timbres de Saint-Pierre-et-Miquelon émis en 2007 par La Poste.

## Généralités
Les timbres portent les mentions « SP&M Saint-Pierre & Miquelon » et « RF Postes 2007 ». La valeur faciale est libellée en euro (€). Les timbres sont en usage sur le courrier au départ de cette collectivités d'outre-mer française.
Les timbres sont émis dans l'archipel le mercredi en général, et disponible à partir du samedi suivant dans les points philatéliques de La Poste en France métropolitaine.
Une commission philatélique choisit les thèmes des timbres dont son conseiller artistique, Marc Taraskoff depuis 2005, va surveiller la création en servant de lien entre les artistes locaux, ceux de métropole et l'imprimerie de Phil@poste Boulazac à Périgueux.

### Tarifs

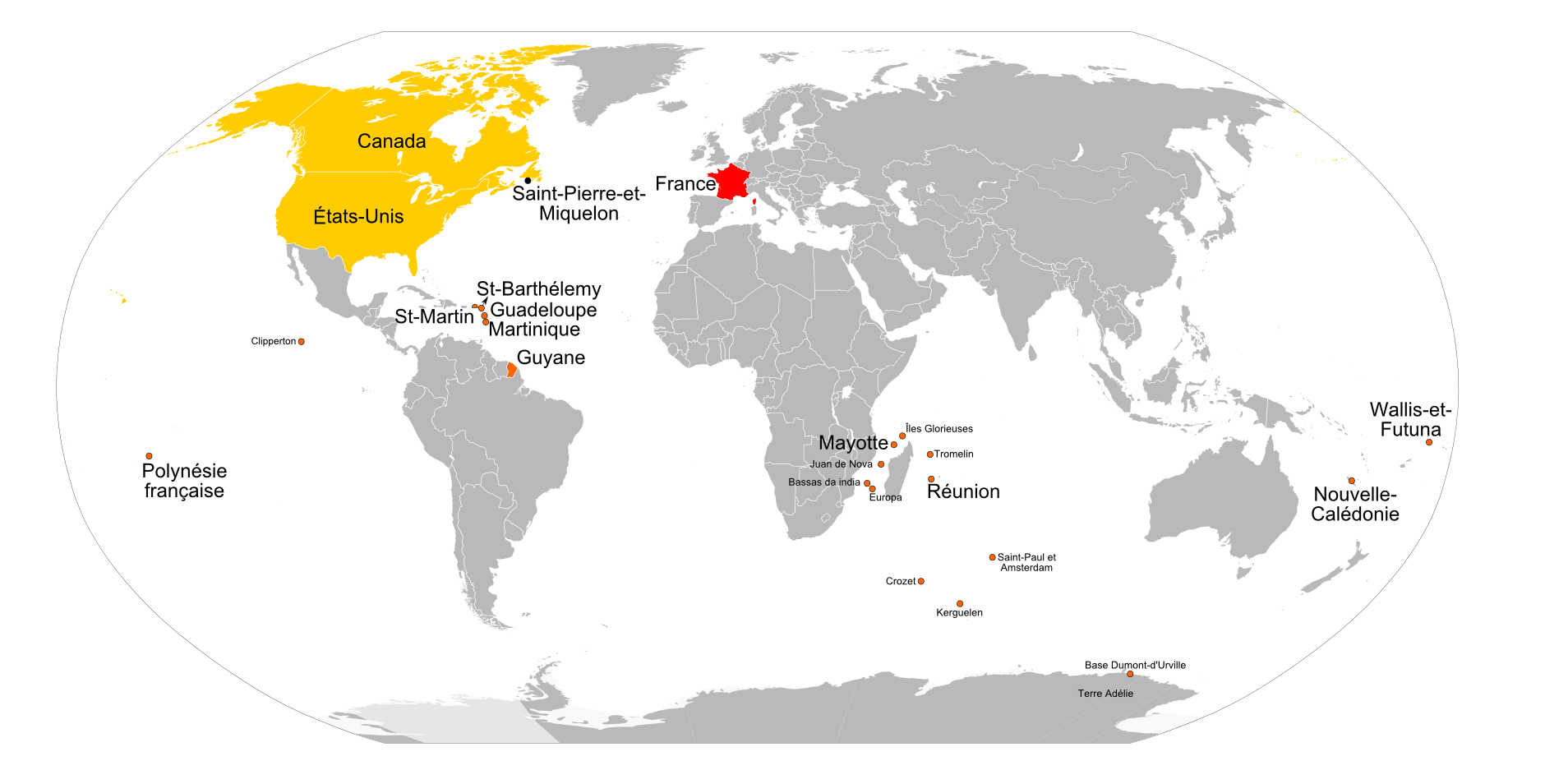
Les zones de tarifs :
-noir : régime intérieur ;
-rouge : France métropolitaine ;
-orange : France d'outre-mer ;
-jaune : zone 1 ;
-gris : zone 2.

Voici les affranchissements réalisables avec un timbre émis en 2007.
Les tarifs intérieurs à l'archipel sont ceux en vigueur depuis le 1er juin 2003.  Les habitants bénéficient tous d'une boîte postale pour récupérer leur courrier.
- 0,30 € : lettre de moins de 20 grammes.
- 0,44 € : lettre de 20 à 50 grammes.

Les tarifs des courriers à destination de la France métropolitaine et de l'outre-mer français sont ceux en vigueur depuis le 1er octobre 2006. Les tarifs vers les deux entités sont différents à cause de la surtaxe aérienne. Le courrier prioritaire voyage exclusivement par avion via le Canada, alors que le courrier économique vers la métropole peut employer le bateau.
- 0,54 € : lettre prioritaire de moins de 20 grammes vers la métropole et l'outre-mer.
- 1,01 € : lettre prioritaire de 20 à 30 grammes vers la métropole.
- 1,06 € : lettre prioritaire de 30 à 40 grammes vers la métropole.
- 1,30 € : lettre prioritaire de 30 à 40 grammes vers l'outre-mer.
- 1,65 € : lettre prioritaire de 60 à 70 grammes vers la métropole.
- 2,40 € : lettre prioritaire de 90 à 100 grammes vers l'outre-mer.
- 4,80 € : lettre prioritaire de 370 à 380 grammes vers la métropole.

Les tarifs pour les envois à l'étranger sont ceux du 1er octobre 2006. Deux zones existent : la zone 1 vers le Canada et les États-Unis et la zone 2 pour le reste du monde qui, seule, bénéficie d'un tarif économique.
- 0,80 € : lettre prioritaire de moins de 20 grammes vers la zone 1.
- 1,30 € : coût d'un avis de réception, option dans l'envoi d'une lettre recommandée vers les zones 1 et 2.
- 1,65 € : lettre prioritaire de 20 à 50 grammes vers la zone 1
- 4,80 € : lettre recommandée de moins de 20 grammes vers la zone 1.

## Légende
Pour chaque timbre, le texte rapporte les informations suivantes :
- date d'émission, valeur faciale et description,
- formes de vente,
- artistes concepteurs et genèse du projet,
- manifestation premier jour,
- date de retrait, tirage et chiffres de vente,

ainsi que les informations utiles pour une émission donnée.

## Janvier

### Sœur Hilarion 1913-2003
Le 10 janvier, est émis un timbre de 0,54 € en hommage à Marie-Jeanne Alanou, dite sœur Hilarion de l'Immaculée, religieuse qui vécut à Miquelon. Chevalier de l'Ordre national du Mérite le 9 avril 1972, elle est promue officier dans cet ordre le 14 mai 2001
.
La peinture de Patrick Derible, dans le même style que le timbre « Albert Pen » de mars 2006, est gravée par Pierre Albuisson pour être reproduite sur un timbre de 2,2 × 3,6 cm imprimé en taille-douce en feuille de vingt-cinq exemplaires.

## Février

### Chevaux d'aurore
Le 21 février, dans la nouvelle série Coup de cœur, est émis un timbre de 1,01 € reproduisant Chevaux d'aurore, une photographie de deux chevaux dans un champ au bord de l'océan, dans les premières heures du jour au cours desquelles le soleil a rejoint la couverture nuageuse.
L'illustration est signée Stéphanie Bowring. Le timbre de 4,8 × 3,6 cm est imprimé en offset en feuille de dix exemplaires.

## Mars

### La royale de Miquelon
Le 7 mars, est émis un timbre de 1 € sur l'élevage de coquilles Placopecten magellanus (typographié Plactopecten magellanicus sur le timbre). Lancé en 2001, cette activité d'élevage a commencé à commercialiser en 2005 sous l'appellation « la royale de Miquelon ». En rouge-brun, un de ces mollusques est représenté en gros plan. L'illustration, sur fond d'île verte, montre les activités de l'élevage en bleu.
Le timbre de 3,6 × 2,6 cm est dessiné par Patrick Derible et gravé par André Lavergne. Il est imprimé en taille-douce en feuille de vingt-cinq.

### Cour des comptes 1807-2007
Le 19 mars, dans le cadre d'une émission conjointe des sept administrations postales qui couvrent le territoire français, est émis un timbre commémoratif de 0,54 € pour le bicentenaire de la Cour des comptes. Siège de l'institution, la façade du palais Cambon à Paris apparaît sur l'illustration à travers un drapeau tricolore. En bas à droite, un des symboles de cette cour chargée de vérifier l'utilisation de l'argent public : un miroir posé devant une balance de justice.
Le timbre de 4 × 3 cm est dessiné et gravé par André Lavergne. Il est imprimé en taille-douce en feuille de quarante-huit.
L'illustration est identique pour les sept administrations, ainsi que l'impression en taille-douce. Les autres administrations postales concernées sont la France métropolitaine (comprenant aussi les quatre départements d'outre-mer), Mayotte, la Nouvelle-Calédonie, la Polynésie française, les Terres australes et antarctiques françaises et Wallis-et-Futuna.

### Marianne des Français
Le 28 mars, sont émis cinq timbres d'usage courant au type Marianne des Français surchargé « ST-PIERRE / ET / MIQUELON ». Les valeurs sont cinq des huit émises en France métropolitaine lors du changement de tarifs du 1er octobre 2006 : la valeur d'appoint de 0,10 € dans sa nouvelle couleur grise au lieu de violet, et les valeurs correspondant à un usage : 0,60 € bleu Europe, 0,70 € vert foncé, 0,85 € violet et 0,86 € vieux rose.
La Marianne des Français est un dessin créé par Thierry Lamouche gravé par Claude Jumelet. Les timbres de 1,5 × 2 cm sont imprimés en taille-douce en feuille de cent exemplaires.

## Avril

### Paruline à croupion jaune
Le 11 avril, est émis un timbre de 0,44 € reproduisant une photographie d'un oiseau posé sur une branche de sapin. Il s'agit d'une paruline à croupion jaune (Dendroica coronata), espèce d'Amérique du Nord qui nidifie dans l'archipel.
Le timbre de 4,8 × 2,7 cm est conçu par Patrick Boez et est imprimé en offset en feuille de vingt-cinq.

## Mai

### L'eider
Le 2 mai, est émis un timbre de 1,50 € représentant deux spécimens, une femme sur l'eau et la tête d'un mâle, d'eiders. D'après les couleurs de la tête du mâle, il semble appartenir à l'espèce d'eider à duvet (Somateria mollissima).
Le timbre de 4,8 × 2,7 cm est dessiné par Jean-Jacques Oliviero et gravé par Marie-Noëlle Goffin. Il est imprimé en taille-douce en feuille de vingt-cinq exemplaires.

### Les Mi'Kmaqs à Miquelon
Le 23 mai, dans la série Expression artistique, est émis un timbre de 0,80 € reproduisant une peinture dont le thème est un camp d'Indiens Mi'kmaqs, installé sur l'île de Miquelon. Avant la colonisation européenne, ce peuple vivait dans l'espace qui est devenu les provinces canadiennes de l'Atlantique et la Gaspésie québécoise, ce qui correspond au tarif puisque ce timbre peut affranchir seul une lettre simple vers le Canada.
La peinture est signée Jean-Claude Roy. Le timbre de 4,8 × 3,6 cm est imprimé en offset en feuille de dix unités.

## Juin

### La brume de capelan
Le 6 juin, dans la série Expression locale, est émis un timbre de 0,30 € sur « la brume de capelan », une brume de printemps qui annoncerait l'arrivée de petits poissons (le capelan) sur le bord du rivage.
L'illustration de Marie-Laure Drillet est mise en page sur un timbre de 3,6 × 2,2 cm imprimé en offset en feuille de cinquante unités.

### Marianne des Français
Le 20 juin, sont émis trois timbres d'usage courant de France métropolitaine au type Marianne des Français surchargés « ST-PIERRE / ET / MIQUELON ». Les valeurs concernées sont le 1,15 € bleu ciel, le 1,30 € fuchsia et le 2,11 € rouge brun, émis en métropole le 2 octobre 2006.
La Marianne des Français est l'œuvre de Thierry Lamouche gravée par Claude Jumelet. Le timbre est imprimé en taille-douce en feuille de cent.

### L'entrée du port de Saint-Pierre
Le 27 juin, est émis un triptyque de deux timbres de 2,40 € et une vignette centrale représentant des vues et une carte de l'entrée du port de Saint-Pierre. La position de ses phares est visible.
Les timbres de 3,6 × 2,2 cm et une vignette moins longue sont dessinés par Jean-Jacques Oliviero et gravés par Yves Beaujard. Ils sont imprimés en taille-douce en feuille de cinq triptyques.
Le triptyque obtient le Grand prix de l'Art philatélique 2007, dans la catégorie « Territoires d'outre-mer ».

## Septembre

### La ferme Delamaire
Le 8 septembre, est émis un timbre de 1,06 € sur la ferme Delamaire, une des concessions agricoles de l'isthme reliant Langlade à Miquelon.
Le dessin de Jean Claireaux est gravé par Elsa Catelin. Le timbre de 4,8 × 2,7 cm est imprimé en taille-douce en feuille de vingt-cinq exemplaires.

### Plantes vasculaires carnivores
Le 29 septembre, est émis une bande de quatre timbres de 0,54 € représentant chacun une plante vasculaire carnivore, de gauche à droite (les timbres donnent un nom vernaculaire) : une rossolis intermédiaire (Drosera intermedia), une utriculaire cornue (Utricularia cornuta), une grassette vulgaire (Pinguicula vulgaris) et une sarracénie pourpre (Sarracenia purpurea).
Les timbres de 2,6 × 4 cm sont réalisés à partir de dessins de Daniel Abraham gravés, de gauche à droite dans la bande, par Claude Andréotto, Odile Lamusse et, pour les deux derniers Ève Luquet. Ils sont conditionnés en feuille de cinq bandes de quatre timbres.

## Octobre

### La chasse au cerf
Le 20 octobre, est émis un timbre de 1,65 € sur la chasse au cerf dans une forêt de petits sapins. Sur le dessin, le chasseur, en gilet orange à bande blanche réfléchissant la lumière, tient en joue un de ces animaux qui traverse un cours d'eau.
Le timbre de 7,6 × 2,2 cm est dessiné par Patrick Guillaume et est imprimé en offset en feuille de dix.

## Novembre

### Les bateaux transporteurs de passagers
Le 10 novembre, est émis un bloc de quatre timbres de 0,54 € sur des bateaux transporteurs de passagers ayant œuvré dans l'archipel.
Les timbres de 3,6 × 2,2 cm sont dessinés par Raphaële Goineau. Le bloc est imprimé en offset.
La manifestation premier jour le 8 novembre a lieu à Saint-Pierre, comme d'habitude, ainsi qu'au Salon philatélique d'automne de Paris.

### Téléthon
Le 24 novembre, est émis un timbre de bienfaisance de 0,54 € avec surtaxe de 16 centimes au profit du Téléthon, manifestation organisé par l'Association française contre les myopathies. Le dessin d'une course de kayak est issu d'un concours de dessin organisé parmi les écoliers de l'archipel.
Amélie Poulain, vainqueur du concours, voit son dessin mis en page sur un timbre de 2,2 × 3,6 cm imprimé en offset en feuille de vingt-cinq unités.

## Décembre

### Noël
Le 1er décembre, est émis un timbre de Noël de 0,54 €. Dans un décor de bord de mer enneigé, un Père Noël est assis près d'un sac de cadeau, pendant que des lutins remplissent ce sac et prépare un bateau.
Le timbre de 4,8 × 2,7 cm est dessiné par Francine Langlois et est imprimé en offset en feuille de vingt-cinq. 

### Sources
- Les informations fournies par La Poste à travers notamment son catalogue de vente par correspondance,
- la presse philatélique française, dont les pages nouveautés de Timbres magazine. La date d'émission donnée est celle de mise en vente en France métropolitaine.